# Osvalinda Alves Pereira
Osvalinda Alves Pereira (Trairão, 1968 – 12 de abril de 2024), foi uma ativista ambiental brasileira e fundadora da Associação das Mulheres do Areia II, que desenvolveu a agricultura orgânica sustentável.
Alertou as autoridades federais sobre a desflorestação ilegal na zona do Areia.
A Associação das Mulheres do Areia II, fundada por ela, está estrategicamente localizada entre três parques nacionais, o Bosque Nacional Trairao, o Parque Nacional do Jamanxim e a Reserva Extrativista Riozinho do Anfrísio. A desflorestação ocorre nestas áreas e os homens armados têm assustado os locais. Devido às ameaças que tem recebido, desde 2012, intensificadas a partir de 2018, ela e o seu tiveram que se deslocar e permanecem escondidos no Brasil.
Em 2020, recebeu o Prêmio Edelstam em reconhecimento pelo seu trabalho na defesa do Amazonas. É a primeira brasileira a receber esta distinção.

## Morte
Morreu em 12 de abril de 2024, aos 55 anos.